# Chercher 〜シャルシェ〜
『Chercher 〜シャルシェ〜』（シャルシェ）は、KOTOKOの6作目のシングル。ジェネオンエンタテインメントより2006年10月25日に発売された。

## 概要
- ライトノベル『マリア様がみてる』の原作者である今野緒雪が作詞に参加するという構想は、I'veやKOTOKOへのオファー段階からスタッフの中であったとされ、歌詞はOVA『マリア様がみてる』の内容が反映されている。
- 付属のカバージャケットには福沢祐巳と小笠原祥子が描かれている。
- 初回限定盤と通常盤の2種類がリリースされ、初回限定盤には「Chercher 〜シャルシェ〜」のPVが収録されたDVDが付いている。
- 「Chercher」とは、フランス語で「探す」「努める」という意味で本来の発音は「シェルシェ」だがアクセントにより日本人の耳では「シャルシェ」と聴こえる。
- アルバムには「Chercher 〜シャルシェ〜」は『マリア様がみてる 3rdシーズン サウンドトラック』、カップリング曲の「月夜の舞踏会」は『UZU-MAKI』に収録されている。

## 収録曲
1. Chercher 〜シャルシェ〜 [4:39]
作詞：今野緒雪／作曲・編曲：C.G mix
  - OVA『マリア様がみてる』第1巻 - 第2巻 エンディングテーマ
  - パケットラジオ「KOTOKOのトコトコ探検記」オープニングテーマ
2. 月夜の舞踏会 [5:55]
作詞：KOTOKO／作曲：高瀬一矢／編曲：中沢伴行
  - dwango「dwango.jp」TV-CMソング（本人出演）
  - dwango「超!アニメロ」TV-CMソング（本人出演）
3. Chercher 〜シャルシェ〜（Instrumental）
4. 月夜の舞踏会（Instrumental）